# Johannes Kärt
Johannes Kärt (des de 1939 Jaak Karis; 19 de març de 1887 - 1944) va ser un professor d'orgue estonià a l'Escola Superior de Música de Tartu.
Va estudiar al Conservatori de Sant Petersburg el 1911. Va ser un dels organistes estonians més reconeguts de l'època i va tenir com a alumnes, entre d'altres, a Eduard Tubin, Alfred Karindi, Johannes Bleive i Leonhard Virkhaus. Va ser l'organista de l'església de Sant Pere de Tartu des de 1924 a 1944.